# 魚市場 (オスターデの絵画)
『魚市場』（さかないちば、仏: Le Marché aux poissons、英: The Fish Market）は、オランダ絵画黄金時代画家アドリアーン・ファン・オスターデが1659年にキャンバス上に油彩で制作した絵画である。1801年、アレクサンドル・ジョゼフ・パイエ (Alexandre Joseph Paillet) とL.B.コクレール (Coclers) によりフランドルとオランダからパリにもたらされた絵画の公共競売の間にルーヴル美術館に購入された。美術館では目録番号1681として所蔵されている。
オスターデは円熟期の作品において、最初の師匠フランス・ハルスから学んだ自然主義的な描写で同朋の市民を表現し、さらに絶賛していたレンブラントの明暗法を取り入れた。本作は、そうした2つの傾向の見事な結びつきを示す好例である。
作品には、フランドル絵画の主要な主題である魚市場で釣った魚を売る漁師の姿が表されている。前景では、売り手が最大の獲物を得意げに見せびらかしている。彼は、ナイフではらわたを抜いてからお客に魚を提供しているようである。他にも店が天蓋の下に並び、隣の店では陳列台まで腰をかがめて、品定めをしている。背景は遠ざかるにつれて次第に明るくなっていき、女中が大きな買い物かごをバランスよく頭にのせて、家路へと向かう姿が見える。